# 石油・石炭製品関連の業界団体の一覧
石油・石炭製品関連の業界団体の一覧（せきゆ・せきたんせいひんかんれんのぎょうかいだんたいのいちらん）を示す。
石油・石炭製品製造業者の親睦などを目的とする団体、技術向上などを行う団体など、多岐にわたる。

## 業界団体一覧
- 石油連盟
- 全国石油業協同組合連合会
- 石油化学工業協会
- 石炭エネルギーセンター